# Charaxes whytei
Charaxes whytei är en fjärilsart som beskrevs av Butler 1893. Charaxes whytei ingår i släktet Charaxes och familjen praktfjärilar. Inga underarter finns listade i Catalogue of Life.